# 卒婚
卒婚（そつこん）とは2000年代以降の日本における夫婦生活の新しい形態の一つで、婚姻状態にある夫婦が互いに干渉することなく個々の人生を歩んでいくという生活形態のことである。2004年に杉山由美子が著書『卒婚のススメ』で使用した造語。
婚姻関係を維持するので離婚ではない。愛情のないままで婚姻関係を維持する仮面夫婦とも異なった概念とされている。別居する場合と、同居を続ける場合がある。同居を続けての卒婚は、互いが納得しての前向きな選択であり、その点で夫婦間の仲が悪い状態の家庭内別居とは異なるという主張がある。

## 概要
家族において子供は就職すれば一人前であり、実家から出ていくべきであるという概念が存在する。この場合は子育てが終了した夫婦はかすがいであった子供が離れたため熟年離婚するというケースがメディアに取り上げられていたことがあった。
卒婚というのはこれに対して離婚という形を取らないものの、夫婦は関係を見直して前向きにそれぞれの生活をするようになるという形態である。卒婚となった夫婦は離婚をしないで連絡を取りながら異なったところに住んでいる形や、同居をしていても家事は別々に行い互いが自由に暮らすなど様々な形となっている。

## 社会においての卒婚
「ダイヤ高齢社会研究財団」が40代50代の正社員約5000人を対象に行った調査によれば、引退後の夫婦は自宅は同じだが外に別々の趣味を持つことを望む回答が最多でほぼ半数であった。一方、1日の大半を一緒に過ごすことを望む回答も3割ほどに選ばれた。卒婚への理解については、男性の約20％に対して、女性は約32％が卒婚に理解を示しているという状態であった。

関西電力系列企業が2017年に40代以上の女性を対象に行った調査によれば、4割以上が卒婚を知っているという状態であった。そして約3人に1人が卒婚に興味があるという状態であった。
ノマドマーケティング株式会社が2021年に行った調査によれば、既婚者の約3割が「卒婚をしたい」という回答で、卒婚に踏み切るのは50代夫婦が最も多いという結果であった。

## 芸能人の卒婚
芸能人においても卒婚を行ったという例が存在する。例えば清水アキラは2013年11月に自らが卒婚状態であるということを明らかにしている。清水アキラの場合は自らは長野県で暮らし妻は東京で暮らすという形であった。これについて清水アキラは、芸能人には定年制が無いが自らがゆっくりしたい気持ちと妻がのんびりしてもいいのではないかという気持ちからであるとした。